# Вело д’Ор
Вело д’Ор (фр. Vélo d'Or), награда је која се додјељује најбољим бициклистима на крају године у неколико категорија. Главне награде се додјељују за најбољег друмског бициклисту у конкуренцији мушкараца и жена и за најбољег возача на класицима у конкуренцији мушкараца и жена, док се такође додјељују награде за најбољег француског возача на крају сезоне, гдје у избору учествују заједно мушкарци и жене, за најбољег француског пара бициклисту, за најбољег бициклисту у различитим дисциплинама, као и за најбољег француског бициклисту у различитим дисциплинама. Успостављена је 1992. године од стране француског бициклистичког часописа Vélo Magazine и представља еквивалент Златној лопти, коју часопис France Football додјељује најбољем фудбалеру. Побједника бирају новинари широм свијета гласањем.
До 2022. у избору за најбољег бициклисту су учествовали и мушкарци и жене, док је 2022. формирана посебна награда за жене, јер награду није била добила ниједна жена, а Анемик ван Влаутен је била пета у избору 2019. Од 2023. успостављена је и категорија за најбољег возача на класицима за мушкарце и за жене, под називом Трофеј Еди Меркс.
Први добитник награде био је Мигел Индураин, док је Алберто Контадор рекордер са четири побједе. Ленс Армстронг је у периоду од 1999. до 2005. добио награду пет пута, али су му одузете 2012. након што је доказано да се допинговао и поништени су му сви резултати. Анемик ван Влаутен је прва добитница награде за жене.

## Историја
Награда Вело д’Ор основана је 1992, први добитник је Шпанац Мигел Индураин, који је те године освојио Тур де Франс, а награду је добио испред Швајцарца Тонија Ромингера и Италијана Клаудија Кјапучија. Награду је освојио и наредне године, испред Маурисија Фондријеста и Ромингера. Ромингер је освојио награду 1994, након што је освојио Вуелта а Еспању, а поставио је и рекорд на сат, а проглашен је и за најбољег спортисту Швајцарске. Награду је освојио испред Индураина, који је освојио Тур де Франс четврти пут заредом и Евгенија Берзина који је освојио Ђиро д’Италију. Године 1995, Лоран Жалабер је добио награду, након што је освојио Вуелту и Милано—Санремо; награду је добио испред Индураина, који је освојио Тур де Франс пети пут заредом и Абрахама Олана, који је освојио Свјетско првенство у друмској вожњи и завршио на другом мјесту на Свјетском првенству у вожњи на хронометар. Јохан Мусеув је добио награду 1996, освојивши Париз—Рубе и Свјетско првенство у друмској вожњи. Награду је добио испред Бјарнеа Риса који је освојио Тур де Франс и Алекса Цилеа који је освојио Вуелта а Еспању и Свјетско првенство у вожњи на хронометар.
Године 1997, награду је добио Јан Улрих, који је постао први њемачки побједник Тур де Франса. Побиједио је испред Жалабера и Марка Пантанија. Пантани је добио награду 1998, након што је освојио Ђиро и Тур. Награду је добио испред Микелеа Бертолија и Ленса Армстронга. Армстронг је 1999. освојио Тур де Франс и добио награду испред Улриха и Андреја Чмила. Награду је освојио и 2000. поставши тако први возач након Индураина који је освојио награду двије године заредом. Побиједио је испред Ерика Цабела и Улриха. Награду је освојио и 2001, поставши рекордер са три побједе; побиједио је испред Цабела и Ерика Декера. Године 2002, Марио Чиполини је добио награду, након што је освојио Милано—Санремо и Свјетско првенство у друмској вожњи. Награду је добио испред Армстронга и Паола Бетинија. Армстронг је добио награду 2003, испред Бетинија и Александра Винокурова, док је 2004. добио награду по пети пут, након што је освојио Тур де Франс шести пут заредом. Награду је добио испред Дамијана Кунега и Оскара Фреиреа.
Године 2005, награду је добио Том Бонен, који је освојио Париз—Рубе, Ронде ван Фландерен и Свјетско првенство у друмској вожњи. Освојио је награду испред Армстронга који је освојио Тур де Франс седми пут заредом и Данила ди Луке који је освојио Флеш Валон, Амстел голд рејс и UCI про тур. Бетини је добио награду 2006, након што је освојио Свјетско првенство у друмској вожњи и Ђиро ди Ломбардију. Награду је добио испред Алехандра Валвердеа, који је освојио Флеш Валон, Лијеж—Бастоњ—Лијеж и UCI про тур, и Фабијана Канчеларе који је освојио Париз—Рубе и Свјетско првенство у вожњи на хронометар. Године 2007, Алберто Контадор је добио награду након што је освојио Тур де Франс, поставши тако други шпански побједник. Награду је добио испред Канчеларе који је освојио Свјетско првенство у вожњи на хронометар и Бетинија, који је освојио Свјетско првенство у друмској вожњи. Контадор је награду добио и 2008, након што је освојио Ђиро и Вуелту, поставши први возач након Индураина и Армстронга који је награду освојио више од једног пута. Освојио је награду испред Канчеларе, који је освојио златну медаљу на Олимпијским играма у вожњи на хронометар и испред Карлоса Састреа, који је освојио Тур де Франс. Контадор је награду добио трећи пут заредом 2009, освојивши Тур де Франс, а награду је добио испред Марка Кевендиша који је освојио Милано—Санремо и остварио шест етапних побједа на Тур де Франсу и Фабијана Канчеларе. Након два друга и трећег мјеста, Канчелара је добио награду 2010, након што је освојио Париз—Рубе, Ронде ван Фландерен и Свјетско првенство у вожњи на хронометар по четврти пут. Награду је добио испред Контадора који је освојио Тур де Франс и Андија Шлека, који је освојио Лијеж—Бастоњ—Лијеж и завршио на другом мјесту на Тур де Франсу. Филип Жилбер је 2011. освојио сва четири арденска класика, Класик Сан Себастијан, Страде Бјанке, национално првенство у друмској и у вожњи на хронометар и UCI ворлд тур, захваљујући чему је добио награду испред Кадела Еванса који је освојио Тур де Франс и Кевендиша, који је освојио Свјетско првенство у друмској вожњи и остварио пет етапних побједа на Тур де Франсу.
Године 2012. утврђено је да се Алберто Контадор допинговао и одузете су му побједе на Тур де Франсу 2010. и Ђиро д’Италији 2011. Касније током године, Ленс Армстронг је признао да се допинговао и одузето му је свих седам побједа на Тур де Франсу, а поништени су му и резултати у избору за награду Вело д’Ор, укључујући и пет побједа. Награду је 2012. добио Бредли Вигинс, који је освојио Тур де Франс поставши први британски побједник Тура, а освојио је и златну медаљу на Олимпијским играма у вожњи на хронометар. Награду је добио испред Бонена, који је освојио Париз—Рубе, Ронде ван Фландерен, Гент—Вевелгем и Е3 Харелбеке, и испред Хоакима Родригеза, који је био лидер и на Ђиру и на Вуелти до пред крај, а освојио је Флеш Валон, Ђиро ди Ломбардију и UCI ворлд тур. Године 2013, Крис Фрум је добио награду након што је освојио Тур де Франс; награду је добио испред Винченца Нибалија који је освојио Ђиро и завршио Вуелту на другом мјесту, и испред Петера Сагана. Године 2014. Контадор је освојио награду по четврти пут, освојивши Вуелта а Еспању; награду је добио 
са осам бодова испред Нибалија који је освојио Тур де Франс и Валвердеа који је освојио Флеш Валон, Класик Сан Себастијан и UCI ворлд тур. Крис Фрум је добио награду по други пут 2015. након што је освојио Тур де Франс; награду је добио испред Сагана који је освојио Свјетско првенство у друмској вожњи и Фабија Аруа који је освојио Вуелту. Године 2016. Саган је добио награду, након што је освојио Свјетско првенство у друмској вожњи другу годину заредом, Европско првенство у друмској вожњи, Ронде ван Фландерен, Гент—Вевелгем, Гран при сајклисте де Квебек, класификацију по поенима на Тур де Франсу пети пут заредом, UCI ворлд тур и UCI свјетски ренкинг. Награду је добио испред Фрума који је освојио Тур де Франс по трећи пут и испред Наира Кинтане који је освојио Вуелту. Године 2017. награду је добио Фрум који је освојио Тур де Франс и Вуелта а Еспању, поставши тако први возач који је освојио Тур и Вуелту у истој години након Бернара Иноа 1978.. Награду је добио испред Тома Димулена који је освојио Ђиро д’Италију, поставши тако први холандски побједник Ђира и неке гранд тур трке још од 1980. када је Јоп Зутемелк освојио Тур де Франс. Поред Ђира, Димулен је освојио и Свјетско првенство у вожњи на хронометар. Треће мјесто припало је Саган, који је освојио Свјетско првенство у друмској вожњи трећи пут заредом, поставши први возач који је то успио.
Године 2018. награду је добио Валверде, који је освојио Свјетско првенство у друмској вожњи, 15 година након што је освојио прву медаљу на првенству. Награду је добио испред Герента Томаса који је освојио Тур де Франс и испред Жилијена Алафилипа, који је освојио Флеш Валон, Класик Сан Себастијан и брдску класификацију на Тур де Франсу. Валверде је постао трећи шпански побједник, а награду му је уручио први добитник — Мигел Индураин. Алафилип је добио награду 2019. након што је освојио Флеш Валон, Милано—Санремо и Страде Бјанке, а носио је жуту мајицу на Тур де Франсу на 14 етапа. Награду је добио испред Егана Бернала који је освојио Тур де Франс и испред Приможа Роглича који је освојио Вуелту, UCI свјетски ренкинг и завршио Ђиро на трећем мјесту. Године 2020. награду је добио Роглич, који је освојио Лијеж—Бастоњ—Лијеж, као и Вуелту и UCI свјетски ренкинг другу годину заредом, а Тур де Франс је завршио на другом мјесту, након што је био лидер до етапе 20. Награду је освојио испред Тадеја Погачара, који је освојио Тур де Франс на хронометру на последњој етапи и испред Ваута ван Арта, који је освојио Милано—Санремо, Страде Бјанке, двије етапе на Тур де Франсу, а завршио је на другом мјесту на Свјетском првенству и у друмској и у вожњи на хронометар.
Године 2021. награду је добио Погачар, који је освојио Тур де Франс други пут заредом, Лијеж—Бастоњ—Лијеж, Ђиро ди Ломбардију и бронзану медаљу на Олимпијским играма. Награду је освојио испред Роглича, који је освојио Вуелта а Еспању трећи пут заредом, као и златну медаљу у вожњи на хронометар на Олимпијским играма. На трећем мјесту је, као и 2020. завршио Ван Арт, који је освојио Амстел голд рејс, Гент-Вевелгем, сребрну медаљу на Олимпијским играма у друмској вожњи и три етапе на Тур де Франсу. Године 2022. формирана је посебна награда за жене — Вело д’Ор фемс, због тога што у заједничкој категорији ниједна жена није завршила међу прва три. Ван Влетен је добила прву награду, испред Лоте Копецки и Полин Феран Прево, након што је освојила Тур де Франс, Ђиро, Вуелту и друмску трку на Свјетском првенству. Награду у конкуренцији мушкараца добио је Ремко Евенепул, који је освојио Вуелта а Еспању, Лијеж—Бастоњ—Лијеж и друмску трку на Свјетском првенству, поставши први Белгијанац који је освојио гранд тур трку након 44 године. Награду је добио испред Ваута ван Арта који је освојио класификацију по поенима на Тур де Франсу, као и Тадеја Погачара који је завршио Тур де Франс на другом мјесту. Године 2023. формирана је категорија за најбољег возача на класицима за мушкарце и за жене, под називом Трофеј Еди Меркс. У конкуренцији мушкараца награду је освојио Јонас Вингегор, који је освојио Тур де Франс 2023. Критеријум ди Дофине и Вуелта ал Паис Баско, док је Вуелта а Еспању завршио на другом мјесту. Награду је добио испред Метјуа ван дер Пула који је освојио Милано—Санремо, Париз—Рубе и Свјетско првенство у друмској вожњи, као и Тадеја Погачара који је освојио Ђиро ди Ломбардију, Флеш Валон и Амстел голд рејс, а Тур де Франс завршио на другом мјесту. У конкуренцији жена награду је освојила Деми Волеринг, испред Лоте Копецки и Анемик ван Влетен. Ван дер Пул је добио награду за најбољег возача на класицима, испред Погачара и Евенепула, док је у конкуренцији жена награду добила Копецки, испред Волеринг и Алисон Џексон. Године 2024. награду је освојио Погачар, који је остварио 25 побједа, а између осталог освојио је Ђиро д’Италију, Тур де Франс и Свјетско првенство, поставши трећи возач у историји који је освојио троструку круну у бициклизму. Награду је добио испред Евенепула, који је завршио Тур де Франс на трећем мјесту и постао је први возач у историји који је освојио златну медаљу на Олимпијским играма и у друмској и у вожњи на хронометар, док је на трећем мјесту завршио Ван дер Пул, који је освојио Ронде ван Фландерен, Париз—Рубе и бронзану медаљу на Свјетском првенству. У конкуренцији жена, награду је освојила Копецки, која је током сезоне освојила Страде Бјанке, Париз—Рубе и Свјетско првенство, а награду је добила испред Деми Волеринг и Касије Невјадоме. Награду за најбољег класик возача у конкуренцији мушкараца освојио је Погачар, који је освојио Страде Бјанке, Лијеж—Бастоњ—Лијеж, Ђиро ди Ломбардију, Свјетско првенство у друмској вожњи, Гран при сајклисте де Монтреал и Ђиро дел’Емилију, док је Милано—Санремо завршио на трећем мјесту. Награду је добио испред Ван дер Пула и Јаспера Филипсена, који је освојио Милано—Санремо и завршио Париз—Рубе на другом мјесту. У конкуренцији жена награду је освојила Копецки, испред Елизе Балзамо и Елизе Лонго Боргини. Награду за француског бициклисту године добио је Ромен Барде, испред Валентена Мадуе и Кедрен Кербол. Награду Ђино Медер, која је основана 2024. у знак сјећања на Ђина Медера и додјељује се возачу за његово друштвено ангажовање освојио је Луис Анхел Мате. Он је завршио каријеру послије Вуелта а Еспање 2024. а након последње етапе у Мадриду, возио је 650 километара од Мадрида до своје куће у Марбељи на југу Шпаније. Такође, током Вуелта а Еспање 2022. обавезао се да ће посадити дрво у планинама Сијера де Бермеха у близини своје куће за сваки километар који проведе у бијегу, као реакцију на шумске пожаре који су били погодили то подручје.

## Добитници награде
Добитници награде за бициклисту године:
| Година | Побједник          | Друго мјесто        | Треће мјесто         |
| ------ | ------------------ | ------------------- | -------------------- |
| 2024.  | Тадеј Погачар      | Ремко Евенепул      | Метју ван дер Пул    |
| 2023.  | Јонас Вингегор     | Метју ван дер Пул   | Тадеј Погачар        |
| 2022.  | Ремко Евенепул     | Ваут ван Арт        | Тадеј Погачар        |
| 2021.  | Тадеј Погачар      | Примож Роглич       | Ваут ван Арт         |
| 2020.  | Примож Роглич      | Тадеј Погачар       | Ваут ван Арт         |
| 2019.  | Жилијен Алафилип   | Еган Бернал         | Примож Роглич        |
| 2018.  | Алехандро Валверде | Герент Томас        | Жилијен Алафилип     |
| 2017.  | Крис Фрум          | Том Димулен         | Петер Саган          |
| 2016.  | Петер Саган        | Крис Фрум           | Наиро Кинтана        |
| 2015.  | Крис Фрум          | Петер Саган         | Фабио Ару            |
| 2014.  | Алберто Контадор   | Винченцо Нибали     | Алехандро Валверде   |
| 2013.  | Крис Фрум          | Винченцо Нибали     | Петер Саган          |
| 2012.  | Бредли Вигинс      | Том Бонен           | Хоаким Родригез      |
| 2011.  | Филип Жилбер       | Кадел Еванс         | Марк Кевендиш        |
| 2010.  | Фабијан Канчелара  | Алберто Контадор    | Анди Шлек            |
| 2009.  | Алберто Контадор   | Марк Кевендиш       | Фабијан Канчелара    |
| 2008.  | Алберто Контадор   | Фабијан Канчелара   | Карлос Састре        |
| 2007.  | Алберто Контадор   | Фабијан Канчелара   | Паоло Бетини         |
| 2006.  | Паоло Бетини       | Алехандро Валверде  | Фабијан Канчелара    |
| 2005.  | Том Бонен          | Ленс Армстронг      | Данило ди Лука       |
| 2004.  | Ленс Армстронг     | Дамијано Кунего     | Оскар Фреире         |
| 2003.  | Ленс Армстронг     | Паоло Бетини        | Александар Винокуров |
| 2002.  | Марио Чиполини     | Ленс Армстронг      | Паоло Бетини         |
| 2001.  | Ленс Армстронг     | Ерик Цабел          | Ерик Декер           |
| 2000.  | Ленс Армстронг     | Ерик Цабел          | Јан Улрих            |
| 1999.  | Ленс Армстронг     | Јан Улрих           | Андреј Чмил          |
| 1998.  | Марко Пантани      | Микеле Бартоли      | Ленс Армстронг       |
| 1997.  | Јан Улрих          | Лоран Жалабер       | Марко Пантани        |
| 1996.  | Јохан Мусеув       | Бјарне Рис          | Алекс Циле           |
| 1995.  | Лоран Жалабер      | Мигел Индураин      | Абрахам Олано        |
| 1994.  | Тони Ромингер      | Мигел Индураин      | Евгениј Берзин       |
| 1993.  | Мигел Индураин     | Маурицио Фондријест | Тони Ромингер        |
| 1992.  | Мигел Индураин     | Тони Ромингер       | Клаудио Кјапучи      |

### Вишеструки побједници
| Позиција | Возач            | Држава               | Број побједа | Године                 |
| -------- | ---------------- | -------------------- | ------------ | ---------------------- |
| 1.       | Алберто Контадор | Шпанија              | 4            | 2007, 2008, 2009, 2014 |
| 2.       | Крис Фрум        | Уједињено Краљевство | 3            | 2013, 2015, 2017       |
| 3.       | Мигел Индураин   | Шпанија              | 2            | 1992, 1993             |
| 3.       | Тадеј Погачар    | Словенија            | 2            | 2021, 2024             |

### По државама
| Позиција | Држава     | Број побједа | Возач са највише побједа                                         | Последњи побједник       |
| -------- | ---------- | ------------ | ---------------------------------------------------------------- | ------------------------ |
| 1.       | Шпанија    | 7            | Алберто Контадор (4)                                             | Алехандро Валверде 2018. |
| 2.       | УК         | 4            | Крис Фрум (3)                                                    | Крис Фрум 2017.          |
| 2.       | Белгија    | 4            | Јохан Мусеув, Том Бонен, Филип Жилбер, Ремко Евенепул (по једну) | Ремко Евенепул 2022.     |
| 4.       | Италија    | 3            | Марко Пантани, Марио Чиполини, Паоло Бетини (по једну)           | Паоло Бетини 2006.       |
| 4.       | Словенија  | 3            | Тадеј Погачар (2)                                                | Тадеј Погачар (2024)     |
| 5        | Швајцарска | 2            | Тони Ромингер, Фабијан Канчелара (по једну)                      | Фабијан Канчелара 2010.  |
| 5        | Француска  | 2            | Лоран Жалабер, Жилијен Алафилип (по једну)                       | Жилијен Алафилип 2019.   |
| 8        | Словачка   | 1            | Петер Саган (1)                                                  | Петер Саган 2016.        |
| 8        | Њемачка    | 1            | Јан Улрих (1)                                                    | Јан Улрих 1997.          |
| 8        | Данска     | 1            | Јонас Вингегор (1)                                               | Јонас Вингегор 2023.     |

## Добитници награде за жене
| Година | Побједник         | Друго мјесто  | Треће мјесто      |
| ------ | ----------------- | ------------- | ----------------- |
| 2024.  | Лоте Копецки      | Деми Волеринг | Касија Нјевадома  |
| 2023.  | Деми Волеринг     | Лоте Копецки  | Анемик ван Влетен |
| 2022.  | Анемик ван Влетен | Лоте Копецки  | Полин Феран Прево |

### По државама
| Позиција | Држава    | Број побједа | Највише побједа                       | Последња добитница  |
| -------- | --------- | ------------ | ------------------------------------- | ------------------- |
| 1.       | Холандија | 2            | Анемик ван Влаутен, Деми Волеринг (1) | Деми Волеринг 2023. |
| 2.       | Белгија   | 2            | Лоте Копецки (1)                      | Лоте Копецки 2024.  |

## Трофеј Еди Меркс

### Мушкарци
| Година | Побједник         | Друго мјесто      | Треће мјесто    |
| ------ | ----------------- | ----------------- | --------------- |
| 2024.  | Тадеј Погачар     | Метју ван дер Пул | Јаспер Филипсен |
| 2023.  | Метју ван дер Пул | Тадеј Погачар     | Ремко Евенепул  |

### Жене
| Година | Побједник    | Друго мјесто  | Треће мјесто        |
| ------ | ------------ | ------------- | ------------------- |
| 2024.  | Лоте Копецки | Елиза Балзамо | Елиза Лонго Боргини |
| 2023.  | Лоте Копецки | Деми Волеринг | Алисон Џексон       |

## Трофеј Ђино Медер
| Година | Побједник       |
| ------ | --------------- |
| 2024.  | Луис Анхел Мате |